# Dente (album)
Dente è il settimo album in studio del cantautore italiano Dente, pubblicato il 28 febbraio 2020.
L'album, che vede il ritorno del cantautore sulle scene dopo quattro anni, è composto da 11 tracce ed è il frutto di una maturazione e di un'evoluzione musicale tangibile per l'artista; sono infatti assenti dall'album brani puramente basati sulla chitarra acustica, strumento su cui egli aveva sin qui basato la sua musica.

## Tracce
Testi e musiche di Dente.
1. Anche se non voglio – 3:43
2. Adieu – 3:21
3. Tra 100 anni – 3:45
4. Cose dell'altro mondo – 3:33
5. Sarà la musica – 3:58
6. Trasparente – 3:27
7. L'ago della bussola – 3:23
8. Non te lo dico – 3:59
9. Paura di niente – 3:47
10. La mia vita precedente – 3:30
11. Non cambio mai – 3:32